# Bulbophyllum nipondhii
Bulbophyllum nipondhii là một loài phong lan thuộc chi Bulbophyllum.